# 球類運動
球類運動是以球作為基礎的運動或遊戲。有許多流行的遊戲或運動，涉及某些類型的球。這些遊戲可從他們的總目標分類，表明一個共同的起源或其基本思路：
- 使用球棒(桿)，如棒球、高爾夫球、槌球及板球等。
- 有兩個球門，如籃球、所有形式的足球、曲棍球及長曲棍球。
- 空中以手或球拍擊球並以網子隔開雙方球員，如排球、網球、羽球及桌球。
- 擊中指定的目標，如保齡球。

## 項目
世界上流行的球類運動包括：